# Пфистер, Оскар
О́скар Пфи́стер (нем. Oskar Pfister, 23 февраля 1873, Цюрих — 6 августа 1956, Цюрих) — швейцарский лютеранский пастор, педагог и психоаналитик. Состоял в длительной и плодотворной переписке с Зигмундом Фрейдом. Развивал психоаналитические идеи применительно к изучению психологии верующих и к сфере религиозной психотерапии.

## Биография
Родился в Цюрихе 23 февраля 1873 года в семье лютеранского священника.
После окончания школы, изучал философию, теологию, историю и психологию в университетах Базеля и Цюриха с 1891 по 1895 г.г.. Завершил своё образование серией курсов в области психиатрии, психологии и философии в Берлине в 1896 году. В 1898 году получает степень доктора философии.
О. Пфистер был пастором с 1902 по 1939 гг, с 1906 по 1936 гг работал учителем в школе.
Заинтересовавшись психоанализом, в 1909 году посещает Вену и, благодаря содействию Юнга, лично встречается с Фрейдом. Знакомство положило начало дружбе и почти тридцатилетней переписке, продолжавшейся вплоть до смерти Фрейда. Сам Фрейд тепло относился к Пфистеру, хотя и находил забавным, что сотрудничает со священником. «…довольно мило видеть, как протестантский священник стремится использовать психоанализ для преодоления „грехов“, хотя это и чуждо для меня» — писал Фрейд Юнгу.
По переписке между Фрейдом и Пфистером можно проследить, как на протяжении всего этого времени, несмотря на глубокие мировоззренческие различия обоих мыслителей, между ними развивается диалог, основанный на взаимном уважении. В одном из писем Фрейд (не без некоторого влияния идей Пфистера) даже признает, что психоанализ «может служить духовенству так же
хорошо, как и мирянам, если только он используется для облегчения страданий
человека» (Freud S. / Pfister O. Briefe 1909—1939. Frankfurt am Main, 1963. S. 13).
В 1913 году, после разрыва Фрейда с Юнгом, О. Пфистер занимает сторону Фрейда, поддерживает его и защищает от нападок критиков. В 1919 году О. Пфистер основывает Швейцарское психоаналитическое общество.
О. Пфистер часто ездил по Европе (особенно по Скандинавским странам), читая лекции для широкой аудитории учителей, пасторов и мирян. Идеями Пфистера интересовался Герман Роршах, слушал лекции Пфистера молодой Жан Пиаже.
В 1939 году О. Пфистер вышел на пенсию, полностью посвятив себя написанию научных работ.
Скончался 6 августа 1956 года в Цюрихе.

## Научная деятельность
О. Пфистер автор многих статей и книг по психоанализу и психоаналитической педагогике. Пытался поставить психоаналитические идеи на религиозную почву, считая, что теология и психология являются совместимыми дисциплинами. Также Пфистер подчёркивал во многих своих сочинениях значение психоанализа для педагогики, школы и воспитания детей.
Осуществив ряд психоаналитических исследований, О. Пфистер показал, что религиозная мечтательность сводится к проявлениям извращенной эротики и показал связь религиозности с истерией.
В своём главном труде «Das Christentum und die Angst» («Христианство и страх») он показывает, что односторонний образ карающего, мстительного Бога является одним из источников возникновения и развития различных невротических страхов и раскрывает значение страха на разных этапах истории христианства (у ап. Павла, в католицизме, у М. Лютера, Ж. Кальвина, в XVII — XVIII веках). По мысли Пфистера, страх в недрах христианства зарождается вследствие искажения (а иногда и забвения) основной христианской идеи любви (к Богу, ближнему и самому себе). Не нашедшая правильного выхода энергия естественного человеческого стремления к любви становится почвой для развития психологических задержек и неврозов. Обеспечить этот надежный выход энергии человеческих влечений призвано «аналитическое душепопечение» — особая сфера пастырской деятельности священника, которая основана на знании фундаментальных закономерностей психологии бессознательного.

## Премия Оскара Пфистера
Премия Оскара Пфистера была создана Американской психиатрической ассоциацией (APA) совместно с Ассоциацией профессиональных капелланов в 1982 году и присуждается людям, которые внесли значительный вклад в развитие диалога, касающегося религии, духовности и психиатрии.
Целью премии является расширение знаний о взаимоотношении между религией и психиатрией. Она содействует пониманию значимости религиозных и духовных влияний для лиц, которые обращаются за психиатрической помощью и изучению того, как психиатрия и религия могут совместно оказывать помощь людям, нуждающимся в лечении.

## Основные труды
- Pfister O. Analytische Seelsorge. Einführung in die praktische psychanalyse für Pfarrer und Laien. — Göttingen, 1927.
- Pfister O. Die psychoanalytische Methode. Eine erfahrungswissenschaftlich — systematische Darstellung. — 3. Auflage. — Leipzig: Julius Klinckhardt,1924.
- Pfister O. Das Christentums und die Angst. — 2. Auflage. — Olten und Freiburg im Breisgau: Walter — Verlag, 1975.
- Pfister O. Die Entwicklung des Apostels Paulus. Eine religionsgeschichtliche und psychologische Skizze // Imago. Zeitschrift für Anwendung der Psychoanalyse auf die Geisteswissenschaften. — Leipzig — Wien: Internationaler Psychoanalytischer Verlag, 1919. — Bd. V. — S. 243—290.
- Pfister O. Die Illusion einer Zukunft. Eine freundschaftliche Auseinandersetzung mit Prof. Dr. Sigm. Freud // Imago. Zeitschrift für Anwendung der Psychoanalyse auf die Natur — und Geisteswissenschaften. — Leipzig — Wien: Internationaler Psychoanalytischer Verlag, 1928. — Bd. XIV. — S. 149—184.
- Pfister O. Die Frömmigkeit des Grafen Ludwig von Zinzendorf. Eine psychoanalytische Studie. — 2. Auflage. — Leipzig — Wien: Franz Deuticke, 1925.
- Pfister O. Die primären Gefühle als Bedingungen der höchsten Geistesfunktionen // Imago. Zeitschrift für Anwendung der Psychoanalyse auf die Geisteswissenschaften. — Leipzig — Wien: Internationaler Psychoanalytischer Verlag, 1922. — Bd. VIII. — S. 46 — 53.
- Pfister O. Die Religionspsychologie am Scheidewege // Imago. — Leipzig — Wien: Internationaler Psychoanalytischer Verlag, 1922. — Bd. VIII. — S. 368—400.
- Pfister O. Psychoanalyse und Weltanschauung. — Leipzig — Wien — Zürich: Internationaler Psychoanalytischer Verlag, 1928.
- Pfister O. Psychoanalyse // Die Religion in Geschichte und Gegenwart: Handwörterbuch für Theologie und Religionswissenschaft. Bd. 4. — Tübingen: Verlag von J. C. B. Mohr (Paul Siebeck), 1930. — S. 1634—1638.

- Freud S. / Pfister O. Briefe 1909—1939. — Frankfurt am Main: S. Fischer — Verlag, 1963.

Публикации на русском языке:
- Пфистер О. Ошибки родителей. — Ижевск: ERGO, 2012.
- Пфистер О. Инстинктивный психоанализ у индейцев навахо. — Ижевск: ERGO, 2013.
- Пфистер О. Христианство и страх. — М.: Эксмо, 2019 (фрагмент: http://gefter.ru/archive/author/pfister ).
- Пфистер О. Иллюзия одного будущего. Дружеский спор с профессором доктором Зигмундом Фрейдом. Пер. с немецкого и комментарии Д. С. Дамте // Топосы мысли: Западная философия XIX—XX веков в переводах и комментариях / отв. ред.-сост. И. И. Блауберг, И. Д. Джохадзе. — М.: Канон+ РООИ «Реабилитация», 2025. С. 49-88 (https://www.academia.edu/129362190/).